# Jean-Philippe Warren
Jean-Philippe Warren (né en 1970) est un sociologue québécois.

## Biographie
Professeur titulaire à l'Université Concordia, il a obtenu des diplômes de l'Université Laval, l'Université de Montréal et l'École normale supérieure, à Paris. Il s'est particulièrement intéressé à l'histoire des sciences sociales, des idées, des mouvements sociaux, des sociétés autochtones et de l'Église catholique. Il a réalisé notamment des études importantes sur le sociologue québécois Fernand Dumont, le peintre Paul-Émile Borduas et l'écrivain Honoré Beaugrand.
Il est membre de l'Office québécois de la langue française depuis le 21 décembre 2016.

## Ouvrages publiés
- Un supplément d’âme : Les intentions primordiales de Fernand Dumont (1947-1970), Presses de l'université Laval, 1998.
- Sortir de la « Grande Noirceur » : L'horizon personnaliste de la Révolution tranquille, Avec É.-Martin Meunier, Septentrion, 2002.
- L'Engagement sociologique : La tradition sociologique du Québec francophone (1886-1955), Boréal, 2003.
- Edmond de Nevers : Portrait d’un intellectuel, Boréal, 2005.
- Hourra pour Santa Claus : La commercialisation de la saison des fêtes au Québec 1885-1915, Montréal, Boréal, 2006.
- Ils voulaient changer le monde : Le militantisme marxiste-léniniste au Québec, Montréal, VLB, 2007.
- Une douce anarchie : Les années 68 au Québec, Boréal, 2008.
- L'art vivant : autour de Paul-Émile Borduas, Boréal, 2011
- Les prisonniers politiques au Québec, VLB, 2013.
- Honoré Beaugrand. La plume et l'épée (1848-1906), Boréal, 2015.
- Discours et pratiques de la contreculture au Québec, Avec Andrée Fortin, Septentrion, 2015.
- Le piège de la liberté : les peuples autochtones dans l'engrenage des régimes coloniaux, avec Denys Delâge, Boréal, 2017.
- Histoire du taxi à Montréal : Des taxis jaunes à UberX, Boréal, 2020.

### Direction
- Gilles Gagné et Jean-Philippe Warren (dir.), Sociologie et valeurs. Quatorze penseurs Québécois du XXe siècle, Les Presses Universitaires de Montréal, Collection corpus, 2003.
- Jean-Philippe Warren (dir.) La question des races.  Une anthologie, Bibliothèque Québécoise, 2003.
- Jean-Philippe Warren (dir.) Mémoires d'un avenir.  Dix utopies qui ont forgé le Québec, Nota Bene, 2006.
- Jean-Philippe Warren et Céline Saint-Pierre (dir.) Sociologie et société québécoise.  Présence de Guy Rocher, PUM, 2006.
- Olivier Kemeid, Pierre Lefebvre et Robert Richard, avec la collaboration d'Evelyne de la Chenelière, Michel Peterson et Jean-Philippe Warren (dir.), Anthologie Liberté (1959-2009). L'écrivain dans la cité, Le Quartanier, 2011.
- Xavier Garnier et Jean-Philippe Warren (dir.), Écrivains francophones en exil à Paris. Entre cosmopolitisme et marginalité, Karthala, 2012.
- Jean-Philippe Warren (dir.), Histoires des sexualités au Québec au XXe siècle, VLB, 2012.
- Ivan Carel, Robert Comeau et Jean-Philippe Warren (dir.), Violences politiques. Europe et Amérique, 1960-1979, Lux, 2013.
- Martin Pâquet, Matteo Sanfilippo et Jean-Philippe Warren (dir.), Le Saint-Siège, le Québec et l’Amérique française. Les archives vaticanes, pistes et défis, Presses de l'Université Laval, 2013.
- Jean-Philippe Warren et Bruno Dumons (dir.), Les zouaves pontificaux en France, en Belgique et au Québec. La mise en récit d'une expérience historique transnationale (XIXe-XXe siècle), Peter Lang, 2015.
- Jean-Philippe Warren (dir.), Les soldats du Pape. Les zouaves canadiens entre l'Europe et l'Amérique, Québec, Presses de l'Université Laval, 2015.

### Articles et chapitres d’ouvrage (sélection)
- « Guerre et paix chez les Canadiens français du Québec et les Franco-Américains au temps de la Crise de la Conscription », Histoire, économie & société, vol. 36, no 4,‎ 2017, p. 72-86 (lire en ligne)
- « L’effacement de la sociologie le playsienne au profit de la sociologie ‘‘doctrinale’’. Sociologie et catholicisme au Canada français », Archives de sciences sociales des religions, vol. 179, no 3,‎ 2017, p. 89-110 (lire en ligne)
- avec Marie-Pier  Luneau, « D’amour et d’or pur. Les impératifs matérialistes du bonheur amoureux dans le roman sentimental québécois de l’après-guerre », Études françaises, vol. 58, no 1,‎ 2022, p. 33-53 (lire en ligne)

## Prix et distinctions
- 2019 : Prix du Canada en sciences humaines et sociales [2] pour Le piège de la liberté. Les peuples autochtones dans l’engrenage des régimes coloniaux (Boréal), coécrit avec Denys Delâge
- 2018 : Finaliste du Prix des libraires du Québec catégorie Essai[3] pour Le Piège de la liberté, coécrit avec Denys Delâge
- 2015 : Prix du Gouverneur général (catégorie Études-Essais)
- 2014 : Prix des Fondateurs de l’Association canadienne d’histoire de l’éducation (ACHÉ-CHEA)
- 2004 : Prix Michel-Brunet
- 2004 : Prix Clio (Québec)

## Revues et journaux
- Bulletin d'histoire politique
- Liberté
- The Canadian Historical Review
- Recherches sociographiques